# Григор Григоров (Държавна сигурност)
Григор Марков Григоров е български партизанин и офицер от Държавна сигурност, генерал-лейтенант.

## Биография
Григор Григоров е роден на 20 януари 1923 година в град Неврокоп. От 1940 година е член на комунистическия Работнически младежки съюз, а от 1944 година на Българската комунистическа партия. Член е на Околийския комитет на РМС в Гоце Делчев. Известно време следва право, но не се дипломира.
От септември 1943 година Григоров е партизанин в Разложкия партизански отряд, а след това е командир на Партизански отряд „Анещи Узунов“. След Деветосептемврийския преврат от 1944 година работи във Военното контраразузнаване, а след това и във Второ управление (контраразузнавателно)., като за известен период е заместник-началник на второто. Бил е член на Бюрото на Окръжния комитет на БКП и окръжен съветник в Благоевград.
През 1966 година, малко след като Държавна сигурност е обособена в самостоятелен комитет, ръководен от Ангел Солаков, Григоров става началник на Второ управление, което ръководи през следващите години. През 1969 година получава звание генерал-лейтенант. Освободен е през юли 1972 година заради резервираното си отношение към внезапното отстраняване на Солаков. Според спомените на Петър Стоянов по време на събрание отказва да критикува Солаков, след като е изрично подканен да го направи от диктатора Тодор Живков.
След отстраняването му от Държавна сигурност Григор Григоров работи в Комитета по туризма.